# Mohammed ibn Jābir al-Harrānī al-Battānī

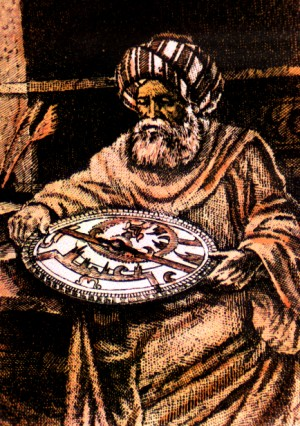
Al Battani

Abū ʿAbd Allāh Muḥammad ibn Jābir ibn Sinān al-Raqqī al-Ḥarrānī al–Ṣābiʾ al-Battānī (Harran, ca. 853 – Qasr al-Jiss, 929) (gelatiniseerd naar Albategnius, Albategni of Albatenius) was een Arabisch wiskundige, astronoom en astroloog. Hij werd geboren in Harran, nabij Urfa (huidig Turkije).

## Astronomie
Een van zijn best bekende prestaties uit de astronomie was het vastleggen van een zonnejaar op 365 dagen, 5 uur, 46 minuten en 24 seconden. Hij zat er 2 minuten naast (een zonnejaar = 365 dagen, 5 uur, 48 minuten en 45,18 seconden).
Al-Battani werkte in Syrië, meer bepaald in ar-Raqqah en Damascus, waar hij ook stierf. Hij was in staat om een aantal van Ptolemaeus' resultaten te verbeteren en hij ontwierp nieuwe tabellen van de zon en de maan. Hij berekende ook de waarden van de precessie van de equinoctes (54.5" per jaar of 1° per 66 jaar) en de inclinatie van de as van de aarde (23° 35').
Zijn boek zij, of al-Zīj al-Sābī, is een reeks met astronomische tabellen. Het boek bevat 57 hoofdstukken. Het werd in het Latijn vertaald in 1116 door Plato Tiburtinus als De Motu Stellarum ("Over de bewegingen der sterren"). daardoor werd het een quasi-bijbel van de astronomie en had het een invloed tot in de 18e eeuw.
Nicolaas Copernicus vermeldde zijn vertrouwen in Al-Battani en citeerde hem in zijn boek De Revolutionibus Orbium Coelestium.

## Wiskunde
Ook in de wiskunde bracht al-Battani een revolutie teweeg. Hij ontdekte een aantal goniometrische verbanden, waaronder deze :
{\displaystyle \tan a={\frac {\sin a}{\cos a}}}
{\displaystyle \sec a={\sqrt {1+\tan ^{2}a}}}

Hij loste de vergelijking {\displaystyle sin(x)=a[cos(x)]} op en ontdekte daarvoor volgende formule :
{\displaystyle \sin x={\frac {a}{\sqrt {1+a^{2}}}}}
Hij gebruikte ook al-Marwazi's idee van tangenten om vergelijkingen te kunnen oplossen met tangens en cotangens. Daarvoor stelde hij ook enkele tabellen op.

## Trivia
- De Albategniuskrater op de maan is naar hem genoemd.
- In de fictionele reeks Star Trek universe wordt er een ruimteschip vermeld, de USS Al-Batani [sic] NCC-42995. Deze werd ook naar hem genoemd.

'Abd al-Hamīd ibn Turk · 
Abd-al-Rahman Al Sufi · 
Abū al-Hasan ibn Alī al-Qalasādī · 
Abū Ishāq Ibrāhīm al-Zarqālī · 
Abū Kāmil Shujā ibn Aslam · 
Abu'l-Hasan al-Uqlidisi · 
Abul Wafa · 
Ahmed ibn Yusuf · 
Al-Biruni · 
Al-Chwarizmi · 
Al-Hajjāj ibn Yūsuf ibn Matar · 
Alhazen · 
Al-Jayyani · 
Al-Karaji · 
Al-Khazini · 
Al-Kindi · 
Al-Mahani · 
Al-Majrati · 
Al-Sijzi · 
Hunayn ibn Ishaq · 
Ibn al-Banna · 
Ibn Sahl · 
Ibn Tahir al-Baghdadi · 
Ibn Yahyā al-Maghribī al-Samaw'al · 
Ibrahim al-Fazari · 
Ibrahim ibn Sinan · 
Jabir ibn Aflah · 
Kushyar ibn Labban · 
Mohammed al-Fazari · 
Mohammed ibn Jābir al-Harrānī al-Battānī · 
Nasir al-Din al-Toesi · 
Sinan ibn Thabit · 
Thabit ibn Qurra · 
Ulug Bey · 
Yusuf al-Mu'taman ibn Hud
- Bibsys: 5016961
- Biblioteca Nacional de España: XX1770990
- Bibliothèque nationale de France: cb15506894j (data)
- Gemeinsame Normdatei: 118647547
- International Standard Name Identifier: 0000 0000 7980 1054
- Library of Congress Control Number: n80001373
- Nationale Bibliotheek van Tsjechië: ola2009507530
- Nationale Bibliotheek van Israël: 987007258345105171
- Nationale Bibliotheek van Polen: a0000002581981
- Nederlandse Thesaurus van Auteursnamen: 074673718
- Réseau des bibliothèques de Suisse occidentale: 02-A005469818
- Istituto Centrale per il Catalogo Unico: BVEV050690
- LIBRIS: 180226
- Système universitaire de documentation: 034638547
- TDVİA: bettani
- Virtual International Authority File: 97655156
- WorldCat: E39PBJqqrc8DCYpfBYPxjHvrbd